# Foul Bay (vik i Barbados)
Foul Bay är en vik och en strand i Barbados. Den ligger i parishen Saint Philip, i den sydöstra delen av landet.